# Landtags- und Gemeinderatswahlkreis Donaustadt
Der Wahlkreis Donaustadt ist ein Wahlkreis in Wien, der den Wiener Gemeindebezirk Donaustadt umfasst. Bei der Landtags- und Gemeinderatswahl 2015 waren im Wahlkreis Donaustadt 123.127 Personen wahlberechtigt, wobei bei der Wahl die Sozialdemokratische Partei Österreichs (SPÖ) mit 40,80 % als stärkste Partei hervorging. Die SPÖ und die Freiheitliche Partei Österreichs (FPÖ) erzielten bei der Wahl je vier der elf möglichen Grundmandate.

## Wahlergebnisse
| Landtags- und Gemeinderatswahlen im Wahlkreis Donaustadt | Landtags- und Gemeinderatswahlen im Wahlkreis Donaustadt | Landtags- und Gemeinderatswahlen im Wahlkreis Donaustadt | Landtags- und Gemeinderatswahlen im Wahlkreis Donaustadt | Landtags- und Gemeinderatswahlen im Wahlkreis Donaustadt | Landtags- und Gemeinderatswahlen im Wahlkreis Donaustadt | Landtags- und Gemeinderatswahlen im Wahlkreis Donaustadt | Landtags- und Gemeinderatswahlen im Wahlkreis Donaustadt | Landtags- und Gemeinderatswahlen im Wahlkreis Donaustadt |
| Wahltermin                                               | GM                                                       |                                                          | SPÖ                                                      | ÖVP                                                      | FPÖ                                                      | GRÜNE                                                    | LIF/NEOS                                                 | Sonstige                                                 |
| -------------------------------------------------------- | -------------------------------------------------------- | -------------------------------------------------------- | -------------------------------------------------------- | -------------------------------------------------------- | -------------------------------------------------------- | -------------------------------------------------------- | -------------------------------------------------------- | -------------------------------------------------------- |
| 8. Oktober 1978                                          |                                                          | Stimmenanteile (%)                                       | 66,79                                                    | 24,54                                                    | 5,73                                                     | –                                                        | –                                                        | 2,94                                                     |
| 8. Oktober 1978                                          | 5                                                        | Grundmandate                                             | 4                                                        | 1                                                        | 0                                                        | –                                                        | –                                                        | 0                                                        |
| 24. April 1983                                           |                                                          | Stimmenanteile (%)                                       | 56,60                                                    | 33,57                                                    | 4,97                                                     | 1,70                                                     | –                                                        | 3,07                                                     |
| 24. April 1983                                           | 7                                                        | Grundmandate                                             | 5                                                        | 2                                                        | 0                                                        | 0                                                        | –                                                        | 0                                                        |
| 18. November 1987                                        |                                                          | Stimmenanteile (%)                                       | 64,36                                                    | 19,37                                                    | 9,16                                                     | 3,96                                                     | –                                                        | 3,15                                                     |
| 18. November 1987                                        | 7                                                        | Grundmandate                                             | 5                                                        | 1                                                        | 0                                                        | 0                                                        | –                                                        | 0                                                        |
| 10. November 1991                                        |                                                          | Stimmenanteile (%)                                       | 55,11                                                    | 12,16                                                    | 22,73                                                    | 7,52                                                     | –                                                        | 2,49                                                     |
| 10. November 1991                                        | 7                                                        | Grundmandate                                             | 4                                                        | 0                                                        | 1                                                        | 0                                                        | –                                                        | 0                                                        |
| 13. Oktober 1996                                         |                                                          | Stimmenanteile (%)                                       | 44,48                                                    | 10,06                                                    | 29,78                                                    | 5,78                                                     | 7,13                                                     | 2,77                                                     |
| 13. Oktober 1996                                         | 8                                                        | Grundmandate                                             | 4                                                        | 0                                                        | 2                                                        | 0                                                        | 0                                                        | 0                                                        |
| 25. März 2001                                            |                                                          | Stimmenanteile (%)                                       | 55,25                                                    | 11,77                                                    | 20,20                                                    | 9,00                                                     | 3,13                                                     | 0,65                                                     |
| 25. März 2001                                            | 8                                                        | Grundmandate                                             | 4                                                        | 1                                                        | 1                                                        | 0                                                        | 0                                                        | 0                                                        |
| 23. Oktober 2005                                         |                                                          | Stimmenanteile (%)                                       | 57,75                                                    | 13,06                                                    | 16,43                                                    | 9,86                                                     | –                                                        | 2,90                                                     |
| 23. Oktober 2005                                         | 10                                                       | Grundmandate                                             | 6                                                        | 1                                                        | 1                                                        | 1                                                        | –                                                        | 0                                                        |
| 10. Oktober 2010                                         |                                                          | Stimmenanteile (%)                                       | 46,68                                                    | 9,44                                                     | 31,41                                                    | 7,41                                                     | 0,53                                                     | 2,54                                                     |
| 10. Oktober 2010                                         | 10                                                       | Grundmandate                                             | 5                                                        | 1                                                        | 3                                                        | 0                                                        | 0                                                        | 0                                                        |
| 11. Oktober 2015                                         |                                                          | Stimmenanteile (%)                                       | 40,80                                                    | 6,67                                                     | 38,62                                                    | 7,21                                                     | 4,92                                                     | 1,78                                                     |
| 11. Oktober 2015                                         | 11                                                       | Grundmandate                                             | 4                                                        | 0                                                        | 4                                                        | 0                                                        | 0                                                        | 0                                                        |
| 11. Oktober 2020                                         |                                                          | Stimmenanteile (%)                                       |                                                          |                                                          |                                                          |                                                          |                                                          |                                                          |
| 11. Oktober 2020                                         | 11                                                       | Grundmandate                                             |                                                          |                                                          |                                                          |                                                          |                                                          |                                                          |